# Шарансьё
Шарансьё (фр. Charancieu) — коммуна во Франции, находится в регионе Рона — Альпы. Департамент коммуны — Изер. Входит в состав кантона Шартрёз-Гье. Округ коммуны — Ла-Тур-дю-Пен.
Код INSEE коммуны — 38080. Население коммуны на 2006 год составляло 672 человека. Населённый пункт находится на высоте от 386 до 615 метров над уровнем моря. Муниципалитет расположен на расстоянии около 450 км юго-восточнее Парижа, 65 км юго-восточнее Лиона, 40 км севернее Гренобля. Мэр коммуны — Mme Catherine Queyron, мандат действует на протяжении 2008—2014 гг.
Динамика населения (INSEE):